# 165e régiment d'artillerie (France)
Pour les articles homonymes, voir 165e régiment.
Le 165e régiment d'artillerie est une unité de l'armée française. Créé en 1939, il participe à la Seconde Guerre mondiale. Destiné à la défense de Metz, il retraite en juin 1940 vers le sud de la France jusqu'à l'armistice.

## Création et différentes dénominations
- 1939 : création

## Historique du165erégiment d'artillerie de position
Le 165e régiment d'artillerie de position (165e RAP) est créé à la mobilisation en 1939 par le centre mobilisateur d'artillerie no 46 de Metz à partir du 4e groupe du 163e régiment d'artillerie de position. Il occupe des ouvrages autour de Metz construits lors de l'annexion allemande après la guerre de 1870. Le 1er groupe occupe le groupe fortifié l'Yser et l'ouvrage d'Ars, 2e groupe le groupe fortifié La Marne et le 3e groupe les groupes fortifiés Driant, Verdun et Lorraine).
Il est organisé comme suit (situation de janvier 1940) :
- I/165e RAP : douze canons de 220C 16 (en), quatre canons allemands de 150C, six canons allemands de 10 C, dix canons allemands de 100L, 28 mortiers de 75T (en) ;
- II/165e RAP : 24 canons de 120L 78, quatre mortiers 370 Filloux (en) ;
- III/165e RAP : huit mortiers de 280, 26 canons allemands de 150, deux canons de 105L 13, 17 canons allemands de 100 L, neuf canons allemands de 100C, 22 mortiers de 75T ;
- 1 section de transport automobile et trois sections de transport hippomobile

Lors de l'offensive allemande de mai 1940, le régiment se trouvent loin du front mais à la suite de la décision de ne pas défendre Metz, il doit se replier vers le Sud à partir du 13 juin. Le mouvement de repli a lieu en 3 colonnes l'une hippomobile, l'autre motorisée et la dernière sur voie ferrée. Ne pouvant emporter toutes ses pièces, il doit en détruire un grand nombre pour quelles ne tombent pas aux mains de l'ennemi.
Du 14 au 16 juin, il reçoit la mission de garder les ponts sur la Moselle à Mirecourt avant de se replier vers Nancy et Épinal. Le gros du régiment est visiblement capturé entre Mirecourt et Épinal. Dans cette dernière localité, une partie du régiment participe à la défense de l'usine Jarménil comme infanterie. Le reste de l'unité continue sa retraite vers Belfort, Pontarlier, Lyon et arrive finalement à Issoire le 19 juin.
Les troupes restées à l'usine de Jarménil se replient ensuite vers le Jura. Elles défendent Morteau les 18 et 19 juin avant de passer en Suisse le 24 juin pour y être internées.

## Drapeau
Le drapeau du régiment porte les inscriptions suivantes, reprises de celles du 155e RAP, :
- Mayence 1793
- Dantzig 1807
- Badajoz 1811
- Sébastopol 1854-1855
- Verdun 1916
- Saint-Mihiel 1918

## Insigne
L'insigne du régiment reprend les armoiries de Metz (parti d'argent et de sable), avec une croix de Lorraine sur la partie gauche. Un canon lourd est représenté en pointe, avec le numéro 165. L'insigne métallique, réalisé par l'artisan Serge Planchet de Fontainebleau, est porté à partir d'avril 1940.